# Clayton & Shuttleworth

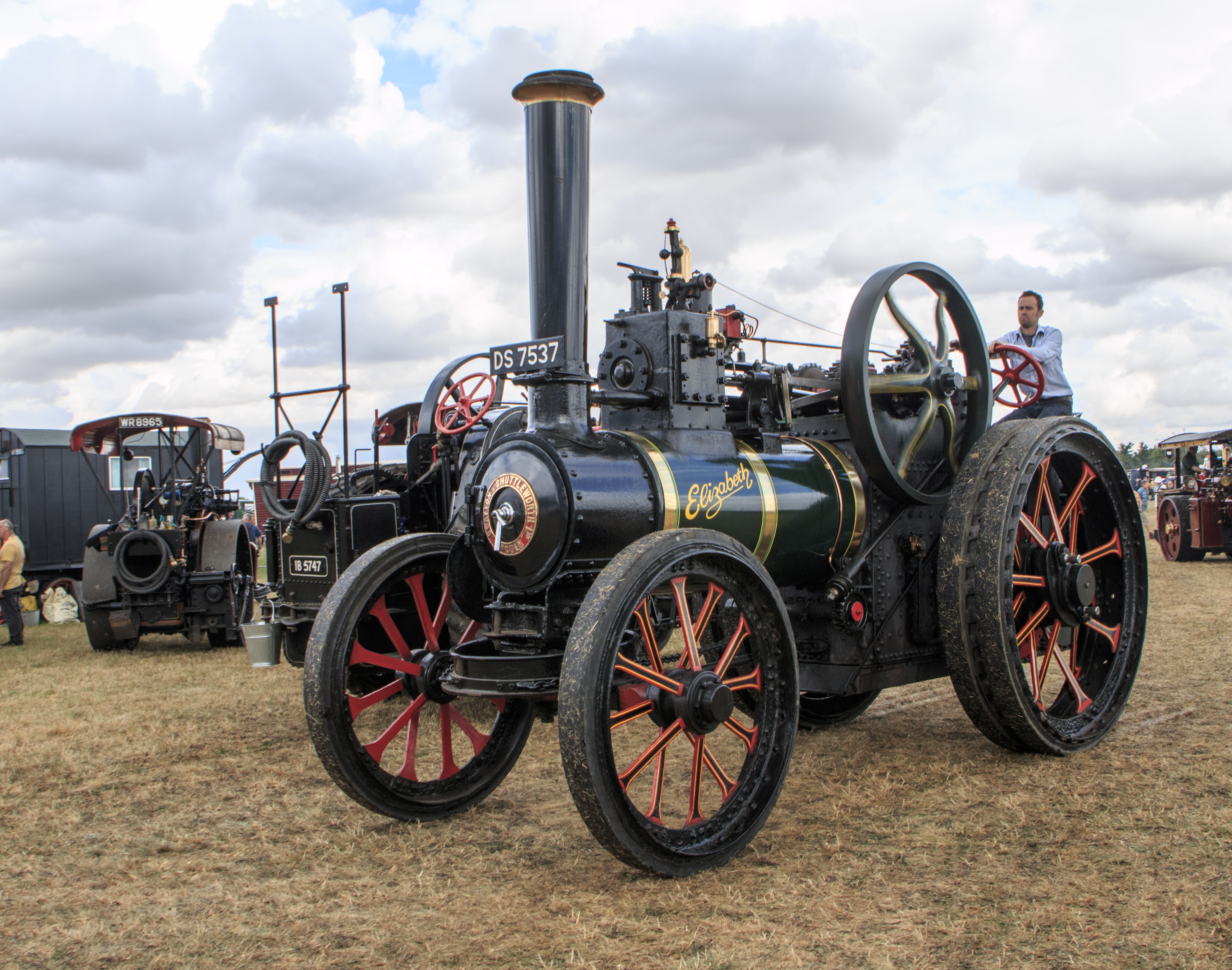
een tractor van Clayton & Shuttleworth

Clayton & Shuttleworth was een Engels bedrijf, gevestigd in Lincoln, dat tractors produceerde.
De eerste tractor werd voorgesteld in 1911 en werd aangedreven door een motor met inwendige verbranding. De grote viercilindermotor van de ploegtrekker leverde 80 pk op kerosine en 90 pk op benzine. De tractor haalde 6 km/u op de weg en 4 km/u op het land.
Vijf jaar na deze eerste tractor volgde een rupstrekker: de Clayton Chain Rail Tractor, aangedreven door een 6 liter-motor. Een grotere rupstrekker, de Multipede, had een 100 pk National-motor en drie versnellingen. Zijn topsnelheid bedroeg 11 km/u.
In 1926 werd Clayton overgenomen door Marshall (tractormerk). Twee jaar later kwam er een eind aan de tractorproductie.